# Arenaria saponarioides
Arenaria saponarioides är en nejlikväxtart. Arenaria saponarioides ingår i släktet narvar, och familjen nejlikväxter.

## Underarter
Arten delas in i följande underarter:
- A. s. boissieri
- A. s. saponarioides